# Edgar Ludlow-Hewitt

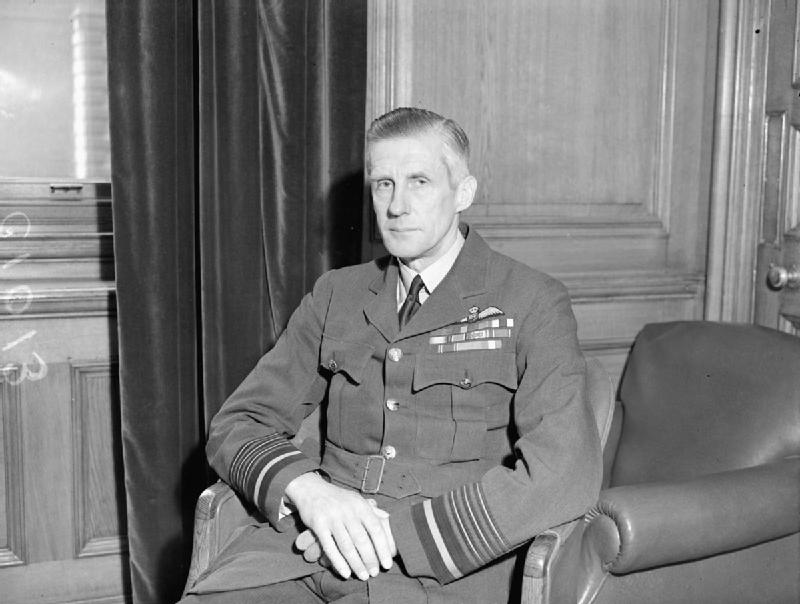
Edgar Ludlow-Hewitt in seinem Büro im Hauptquartier des Bomber Command in High Wycombe, 1939/40

Sir Edgar Rainey Ludlow-Hewitt GCB, GBE, CMG, DSO, MC (* 9. Juni 1886 in Eckington, Worcestershire; † 15. August 1973) war ein hochrangiger britischer Luftwaffenoffizier, zuletzt Air Chief Marshal, der in beiden Weltkriegen diente und in der Anfangsphase des Zweiten Weltkriegs das RAF Bomber Command befehligte.

## Leben
Ludlow-Hewitt wurde als eines von fünf Kindern eines Geistlichen geboren und am Radley College und dem Royal Military College Sandhurst ausgebildet. 1905 wurde er Offizier bei den Royal Irish Rifles und erreichte in diesem den Rang eines Lieutenant. Er erlernte das Fliegen in der Central Flying School in Upavon, Wiltshire, und erhielt im August 1914 das Zertifikat No. 887 des Royal Aero Club. Er wechselte als Pilot zum Royal Flying Corps und wurde vor Jahresende der an der Westfront kämpfenden No. 1 Squadron des RFC als Schwarmführer zugeteilt. Im September 1915 wurde er Staffelkapitän der mit Flugzeugen des Typs BE2c ausgerüsteten No. 15 Squadron und wechselte wenige Wochen später in gleicher Funktion zur No. 3 Squadron, die Morane-Eindecker flog. Im Februar 1916 erhielt er, zum temporären Lieutenant Colonel befördert, den Befehl über den No. 3 (Corps) Wing des RFC. Im November 1917 wurde er zum ersten Inspector of Training des RFC ernannt und wurde im April 1918, mit der Gründung der Royal Air Force, Kommandeur der Training Division. Ende Mai 1918 übernahm er wieder ein Feldkommando mit der X Brigade der RAF und beendete den Krieg als Chief Staff Officer der RAF in Frankreich.
Nach dem Krieg wurde Ludlow-Hewitt Deputy Director of Training und erhielt im August 1919 den permanenten Rang eines Group Captain. 1921 wurde er zum Air aide-de-camp des Monarchen Georg V. ernannt und wurde Anfang 1922 militärischer Sekretär des Luftfahrtministers Frederick Guest. 1923 folgte die Beförderung zum Air Commodore und eine Tätigkeit als Vorsitzender des Aerodrome Board. 1926 wurde Ludlow-Hewitt Kommandant des RAF Staff College in Andover, seine Amtszeit dauerte bis 1930. Er wurde anschließend zum Air Officer Commanding des RAF Iraq Command ernannt, was er bis 1932 blieb. 1933 folgte seine Berufung zum Deputy Chief of the Air Staff und Director of Operations and Intelligence im Air Ministry, in dieser Stellung wurde er zum Air Marshal befördert. 1935 ging Ludlow-Hewitt nach Indien, wo er bis 1937 Oberbefehlshaber der RAF in India war.
Im September 1937 übernahm Ludlow-Hewitt von seinem Vorgänger John Miles Steel den Befehl über das RAF Bomber Command. Sein Kommando, das bis Anfang 1940 dauerte, fiel in eine Zeit zunehmender internationaler Spannungen, in der Großbritannien zunächst eine Politik des Appeasement verfolgte, zugleich aber auch seine Rüstungsanstrengungen verstärkte. Ludlow-Hewitt versuchte in dieser Zeit, auf eine Professionalisierung der Besatzungen und eine Beschleunigung der Luftrüstung hinzuwirken, was ihm nur zum Teil gelang. Er kannte die Limitierungen der britischen Luftmacht gegenüber der deutschen nur zu genau, was dazu führte, dass die Luftkriegsführung der ersten Monate des Zweiten Weltkrieges von Vorsicht und Zurückhaltung geprägt war. Hauptziele des Bomber Command waren Marineeinrichtungen, daneben wurden häufig Flugblatteinsätze geflogen. Ludlow-Hewitt war der Ansicht, zumindest zeitweilig die Ausbildung der Besatzungen in den Operational Training Units intensivieren zu müssen, was zu Lasten der Frontstärke des Bomber Command gehen würde. Andernfalls würden die Besatzungen die zu erwartenden harten Kämpfe nicht bestehen können. Sein derart pessimistischer Ausblick, der im Air Ministry nicht geteilt wurde, kostete ihn letztlich seinen Posten. Er gab Anfang April 1940 sein Amt an Charles Portal ab, der später im gleichen Jahr zum Chief of the Air Staff aufsteigen sollte. Arthur Harris, Oberbefehlshaber des Bomber Command ab 1942, betonte später die Richtigkeit des von Ludlow-Hewitt verfolgten Ansatzes. Eines der in Ludlow-Hewitts Amtszeit begonnenen Projekte war das eines Schnellbombers, der später sehr erfolgreichen de Havilland DH.98 Mosquito.
Ludlow-Hewitt wurde nach seiner Entlassung auf den eher zeremoniellen Posten des Generalinspekteurs der RAF gesetzt, was er bis zu seinem Ausscheiden nach 40 Dienstjahren 1945 blieb. Er wurde anschließend Vorsitzender im Leitungsrat des College of Aeronautics und nach der Aufgabe dieses Amtes 1953 Deputy Lieutenant der Grafschaft Wiltshire. Er starb 1973 im Alter von 87 Jahren.